# Manequinho Lopes
Manuel Lopes de Oliveira Filho, mais conhecido como Manequinho Lopes (Sorocaba, 14 de março de 1872 – São Paulo, 28 de fevereiro de 1938) foi um entomólogo e jornalista brasileiro.
Pioneiro jornalista científico do Brasil, Manuel foi chefe do Serviço Científico do Instituto Biológico de São Paulo, chefe da Divisão de Matas, Parques e Jardins de São Paulo e membro do Conselho Florestal do Estado. Realizou pesquisas sobre as pragas que assolavam os cafezais, inclusive a broca-do-café, a principal praga dos cafezais brasileiros.
Idealizador do viveiro de plantas que hoje leva seu nome, o viveiro foi o precursor do Parque do Ibirapuera.

## Biografia
Manuel nasceu em 1872, em Sorocaba, no seio de uma família rica e influente. Era o filho mais novo líder republicano capitão Manoel Lopes de Oliveira Sobrinho e de Francisca de Assis Vieira Bueno Lopes de Oliveira. Era irmão da Condessa Maria Cândida Bueno Lopes de Oliveira Azevedo e de Rosa Bueno Lopes de Oliveira, Baronesa da Bocaína.
Em Sorocaba não havia oportunidades de ensino que atingissem ao nível esperado pela família, então Manuel foi enviado pelo pai à Europa, onde pode estudar em Zurique, em Paris e em Berlim, dos 10 aos 21 anos de idade. Ingressou na Universidade de Heidelberg, onde se formou em Zoologia, com especialização em Entomologia.

## Carreira
Ao retornar ao Brasil, em 1893, casou-se com uma prima portuguesa de 16 anos, chamada Cândida Teixeira. Estabeleceu-se então em Botucatu, em uma fazenda própria, que posteriormente foi vendida devido a dificuldades financeiras de seu pai, quando, então, veio para São Paulo. Em 1927, foi criado no estado de São Paulo, o Instituto Biológico de Defesa Agrícola e Animal. Manuel passou a integrar a Seção de Entomologia e Parasitologia Agrícola, tornando-se depois chefe científico da instituição.
Ainda em 1927, Manuel escreveu uma matéria para o O Estado de São Paulo, onde reiterava a necessidade de valorização das ciências e das artes aplicadas. Tanto ele quanto seus colegas sentiam um descaso vindo das autoridades do governo paulista referente às ciências em geral. A campanha iniciada por entomólogos brasileiros para combater a broca-do-café e as matérias de Manuel serviram como base para a institucionalização da pesquisa agrícola e sua divulgação por meio da criação do Instituto Biológico.
Em agosto de 1927, Manuel foi comissionado na Prefeitura do Distrito Federal para chefiar a Diretoria de Matas e Jardins e o Serviço de Extinção à Formiga Saúva, na Ilha de Paquetá, no Rio de Janeiro. Durante os anos 1930, no Boletim da Agricultura, publicou o resultado de suas observações e pesquisas no Rio de Janeiro e nos laboratórios do Instituto Biológico.
Manuel também se dedicou ao combate de lagartas nos algodoais do Paraná e em breve se tornaria um dos maiores especialistas em pragas no Brasil. Além da pesquisa com insetos, Manuel adorava mexer com plantas. Era comum encontrá-lo passeando aos finais de semana pela manhã, mexendo em canteiros e jardins, avaliando o solo, raízes, frutos e flores. Como jornalista e entomólogo, respondia dezenas de cartas por mês sobre ataques de pragas diversas culturas, do café ao algodão, das rosas aos tomates e quando era preciso, visitava os agricultores analfabetos pessoalmente.
Por 20 anos, desde 1918, escrevia semanalmente a coluna chamada “Assumptos Agrícolas”, no O Estado de São Paulo onde era conhecido como Oliveira Lopes (O.F.), pois não gostava do apelido de Manequinho Lopes. A colune foi um sucesso e se tornou o caderno “Suplemento Agrícola”, onde Manuel orientava os agricultores em todas as questões referentes ao campo. Foi um incentivador do cultivo de palmito, cinamomo e outras espécies pouco exploradas no Brasil, chegando a oferecer sementes àqueles que escrevessem para o jornal.
Amigo de pessoas importantes da época, como Monteiro Lobato, Manuel foi requisitado pelo então prefeito de capital paulista, Fábio da Silva Prado, que criasse parques e áreas verdes na cidade, então carente deste tipo de espaço. Um de seus sonhos era a implantação de um viveiro na capital, que crescia e carecia de arborização.
Em 1916, a prefeitura comprara um terreno na Vila Clementino próximo ao atual Parque do Ibirapuera, área pantanosa, com aldeias indígenas que passou a ser área de pastagens para as boiadas do interior destinadas ao Matadouro Municipal (atual Cinemateca). O viveiro da Água Branca foi transferido para este terreno, em 1928, perto de onde seria erguido o futuro prédio-sede do Instituto Biológico.
Manuel já conhecia a região do Ibirapuera e para remover o excesso de umidade do local, Manuel plantou diversos eucaliptos australianos, para que pudessem drenar o solo, viabilizando o plantio de diversas árvores no local, desde árvores nativas, a espécies exóticas, arbustos, trepadeiras e flores. A antiga estufa do viveiro do Jardim Público da Luz foi transferida para o novo viveiro. Este canteiro criado por Manuel em 1936 tornou-se o maior e mais variado viveiro de plantas da América Latina.
Em 1936, o então prefeito incentivou a população ao plantio de árvores, com mudas fornecidas gratuitamente.

## Morte
Dois anos depois, Manuel ficou gravemente doente, devido à intoxicação por pesticidas. Ele morreu em 28 de fevereiro de 1938, na capital paulista, aos 65 anos. Para homenageá-lo, o prefeito da cidade deu o nome de Viveiro Manequinho Lopes para o Viveiro Municipal.
Durante os 30 anos seguintes, o viveiro abasteceu os jardins da cidade, promoveu a manutenção e o plantio de novas árvores, além de fornecer hortaliças, plantas frutíferas e ornamentais para São Paulo. Com 4.8 hectares, o viveiro conta hoje com 10 estufas, 97 estufins, 3 telados e 39 quadras entre quadras de matrizes e de estoque de mudas envasadas, prontas para o fornecimento aos órgãos públicos municipais. O viveiro foi restaurado por Burle Marx e entregue à população em 24 de março de 1994.
Uma nova intervenção foi realizada em 2018, com reforma das principais estufas.

## Polêmica
Quando a prefeitura de São Paulo passou a concessão do Ibirapuera e outros cinco parques da capital para a iniciativa privada, foi noticiado pelo site  Rede Brasil Atual que o local seria demolido para virar um restaurante. Uma petição online chegou a ser criada para impedir a demolição. Porém, ao contrário do que foi noticiado, a revitalização do espaço está incluída como obrigatória no edital para a concessão dos parques. O viveiro se trata de um bem tombado pelos órgãos de patrimônio público municipal e estadual e a preservação e restauro das estufas históricas está prevista no edital.